# Oxystophyllum atrorubens
Oxystophyllum atrorubens är en orkidéart som först beskrevs av Henry Nicholas Ridley, och fick sitt nu gällande namn av Mark Alwin Clements. Oxystophyllum atrorubens ingår i släktet Oxystophyllum och familjen orkidéer. Inga underarter finns listade i Catalogue of Life.